# Comité d'action marocaine
Le Comité d’action marocaine (CAM) était une organisation politique fondée par des jeunes intellectuels et dirigeants du mouvement national marocain en 1934, parmi lesquels figuraient Allal El Fassi, Mohamed Hassan Ouazzani et Ahmed Balafrej,. Le CAM est considéré comme le premier parti politique marocain créé sous le protectorat français.
L'année même de sa création (1934), le CAM présente au sultan Mohammed Ben Youssef et au résident général Henri Ponsot un document intitulé Plan des réformes marocaines, qui n'a jamais été pris en considération.
En août 1936, quelques semaines après le déclenchement de la guerre d'Espagne, David Rousset, Robert-Jean Longuet (arrière-petit-fils de Karl Marx), Léo Wanner et Robert Louzon se rendent à Fès pour coordonner avec le CAM un soulèvement anti-franquiste au Maroc espagnol,,. Le 19 septembre 1936, sous l'impulsion de l'anarchiste Juan García Oliver, le comité des milices antifascistes de Catalogne signe avec le CAM (représenté par Mohamed Hassan Ouazzani et Omar Abdeljalil) un pacte prévoyant l'indépendance du Maroc espagnol en cas de concrétisation du soulèvement et de victoire du camp républicain. L'ensemble des partis politiques catalans, y compris le Parti communiste, approuvent le pacte mais le gouvernement espagnol de Largo Caballero refuse de l'activer sans l'accord du gouvernement français du Front populaire. Mohamed Hassan Ouazzani part donc à Paris en octobre 1936 pour tenter de convaincre Léon Blum, sans succès.
Le 18 mars 1937, le résident général Charles Noguès (nommé par Léon Blum) dissout le CAM avec l'accord unanime du conseil des oulémas de Qarawiyin et du conseil municipal de Fès. L'arrêté de dissolution est signé par le grand vizir Mohammed El Mokri. 

## Organisations postérieures
- Une scission du Comité d'action marocaine rejoint Comité d'action marocaine – Nord (fondé par Abdeslam Bennouna (en) et Abdelkhalek Torres - 1936)
- Une scission du Comité d'action marocaine rejoint L'Action nationale marocaine (fondé par Mohamed Hassan Ouazzani - 1937)
- Une scission du Comité d'action marocaine rejoint le Parti de l'unité marocaine (fondé par Mohamed El-Mekki Naciri, 1937 - 1960)
- Une scission du Comité d'action marocaine rejoint le Parti de la Réforme nationale (ar) (fondé par Abdelkhalek Torres - 1936 - 1956)
- Une scission du Comité d'action marocaine rejoint le Parti national pour la réalisation des réformes marocaines (fondé par Allal El Fassi - 1937 - 1943)

## Presse
Le Comité d’action marocaine avait plusieurs supports écrits, incluant:

### Arabophone
- الأطلس (L'Atlas)

### Francophone
- L'Action du peuple
- L'Action Populaire